# Forsvarsakademiet
Forsvarsakademiet (FAK) er en selvstændig myndighed i Forsvaret underlagt Forsvarskommandoen, som varetager uddannelse, forskning, rådgivning og konsulentydelser inden for de militære kerneområder. Forsvarsakademiets aktiviteter retter sig først og fremmest mod Forsvarets ansatte, men store dele af forskningen sker i samarbejde med andre forskningsinstitutioner. Forsvarsakademiets chef har typisk rang af generalmajor eller kontreadmiral.

## Historie
Forsvarsakademiets historie går tilbage til 1830, hvor Kong Frederik den 6. oprettede Den Kongelige Militaire Højskole, som skulle forestå uddannelsen af officerer. Siden 1830 har skolen optaget både hær- og søofficerer, ligesom Forsvarsakademiet siden 1951 har uddannet Flyvevåbnets officerer. Desuden optages studerende fra Hjemmeværnet, Forsvarets Sundhedstjeneste og civile fra Forsvaret.
Forsvarsakademiet har siden 1992 haft til huse på Svanemøllens Kaserne på Østerbro. Forinden holdt Forsvarsakademiet til på Østerbrogades Kaserne. Forsvarsakademiet, som det ser ud i dag, blev oprettet 1. januar 2001 som led i aftalen om forsvarets ordning fra 1999, der bl.a. medførte at en række institutioner blev sammenlagt. I 2014 blev de tre værns officersskoler tillige underlagt, så al officersuddannelse i Danmark herefter varetages af Forsvarsakademiet.
Forsvarsakademiet består af en stab, de tre værns officerskoler, Forsvarets Sprogskole, de tre værns sergentskoler, fire institutter og underlagte centre:
- Hærens Officersskole
- Søværnets Officersskole
- Flyvevåbnets Officersskole
- Forsvarets Sprogskole
- Institut for Militære Operationer (IMO)
- Institut for Strategi og Krigsstudier (ISK)
- Institut for Ledelse og Organisation (ILO)
- Institut for Militær Teknologi (IMT)

### Forsvarets Videnscenter
Forsvaret havde tidligere fire biblioteker, disse blev i slutningen af 2009 integreret i det nyoprettede Forsvarets Bibliotek med hjemsted på Kastellet i København. Af pladshensyn er en del af de fire bogsamlinger dog anbragt i magasin. I 2018 blev Forsvarets Bibliotek omdøbt til Forsvarets Videnscenter med hjemsted på Svanemøllens Kaserne under Forsvarsakademiet. 
De fire biblioteker var:
- Forsvarsakademiets Bibliotek
- Det Kongelige Garnisonsbibliotek (Hæren)
- Flyvevåbnets Bibliotek
- Marinens Bibliotek

## Tidligere chefer
- 1951-1952: Oberst C. V. Hjalf
- 1952-1957: Oberst Villi Lund Hvalkof
- 1957-1961: Oberst J. Heidicke
- 1961-1966: Oberst M.N.M.P Amtrup
- 1966-1979: Oberst Mogens Rosenløv
- 1979-1984: Oberst J. Gerstoft
- 1984-1986: Oberst P. B. Nielsen
- 1986-1989: Oberst P. K. Borrits
- 1989-1992: Oberst J. E. Zilmer
- 1992-1998: Oberst N. L. Fredenslund
- 1999-2001: Oberst N. O. Jensen
- 2001-2007: Generalmajor Karsten Møller
- 2007-2010: Generalmajor Carsten Svensson
- 2010-2018: Kontreadmiral Nils Christian Wang
- 2018-2023: Kontreadmiral Henrik Ryberg[2]

## Fodnoter og eksterne henvisninger
1. ↑  Forsvaret.dk FAKs historie
2. ↑  "Nye topchefer udnævnt i Forsvaret". Arkiveret fra originalen 28. marts 2018. Hentet 27. marts 2018.

- Forsvarsakademiets hjemmeside Arkiveret 3. februar 2007 hos  Wayback Machine

55°43′3.09″N 12°34′23.33″Ø / 55.7175250°N 12.5731472°Ø